# Firew Getahun
Firew Getahun (ur. 12 czerwca 1992) – piłkarz etiopski grający na pozycji bramkarza. Od 2018 jest zawodnikiem klubu Dire Dawa City SC.

## Kariera klubowa
Do 2018 roku Firew grał w klubie Saint-George SA. W 2018 przeszedł do Dire Dawa City SC.

## Kariera reprezentacyjna
W 2022 roku Firew został powołany do kadry na Puchar Narodów Afryki 2021, jednak nie rozegrał na nim żadnego meczu.